# Igor Grabucea
Igor Grabucea (29 de abril de 1976) es un deportista moldavo que compitió en halterofilia. Ganó cuatro medallas en el Campeonato Europeo de Halterofilia entre los años 2002 y 2009.

## Palmarés internacional
| Campeonato Europeo | Campeonato Europeo     | Campeonato Europeo | Campeonato Europeo |
| Año                | Lugar                  | Medalla            | Categoría          |
| ------------------ | ---------------------- | ------------------ | ------------------ |
| 2002               | Antalya (Turquía)      | Medalla de bronce  | 56 kg              |
| 2006               | Władysławowo (Polonia) | Medalla de plata   | 56 kg              |
| 2007               | Estrasburgo (Francia)  | Medalla de bronce  | 56 kg              |
| 2009               | Bucarest (Rumania)     | Medalla de bronce  | 56 kg              |